# Maria Hill
Maria Hill a Marvel Comics képregényszereplője. SHIELD-ügynöknő, aki Nick Fury keze alatt tevékenykedik. 
Bár nagyon szép, látszólag nincs senkije. Ügyes lövész, jó taktikus és a verekedéstől sem riad vissza. Ért a technikához, és később a SHIELD zászlóshajóján már kapitányi posztban látjuk viszont. A Bosszúállók 2012-es megjelenése óta minden Bosszúállós filmben szerepet kapott. Fekete haja van, nagy világoskék szemei, szép arca és rugalmas, vékony testalkata. 
Hill segít kimenteni Amerikai Kapitányt (Steve Rogers) és Fekete Özvegyet (Natasha Romanoff) mikor a Tél katonájában Brock Rumlow emberei elrabolják őket és ki akarják végezni. A nő számtalanszor bizonyítja hogy helyén van az esze meg a szíve, és hogy jó katona is egyben.

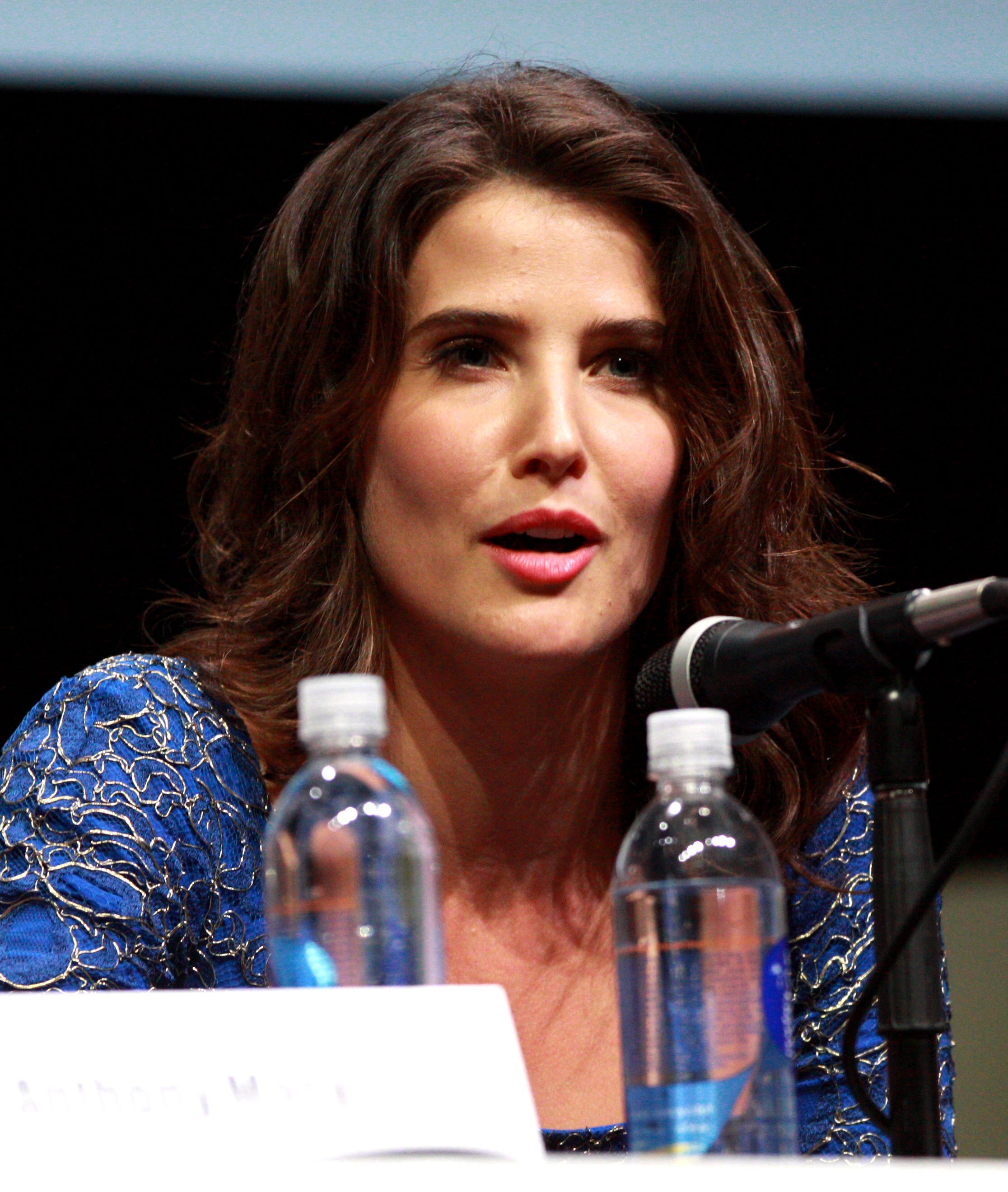
A Maria Hill-t alakító Cobie Smulders

A szerepet Cobie Smulders játssza, magyar hangja általában Szinetár Dóra.